# Remo Pagnanelli
Remo Pagnanelli (Macerata, 6 maggio 1955 – Macerata, 22 novembre 1987) è stato un poeta e critico letterario italiano.

## Biografia
Dopo aver conseguito la laurea in lettere, per un breve periodo è stato docente all'Accademia di belle arti di Macerata, specializzandosi successivamente in scienze e storia della letteratura italiana all'Università di Urbino.
Molto ricco è stato il suo impegno nell'ambito della critica letteraria, documentato da innumerevoli recensioni su poeti e scrittori contemporanei e dai saggi su Montale, Sereni, Fortini, Caproni, Luzi, Giudici, Penna, Bellezza, Bertolucci, Loi, Majorino, Minore, Ramat, Volponi, Noventa e Zanzotto.
All'attività della critica letteraria ha affiancato quella della versificazione, facendo nascere scritti critici e poetici, nei quali la considerazione sull'esistenza e sull'essenza stessa della poesia si intersecano spesso con l'arte e la psicanalisi.
Insieme a Guido Garufi ha curato l'antologia Poeti delle Marche e fondato la rivista Verso, conosciuta anche all'estero e al centro di un seminario all'Università di Firenze.
I suoi saggi, apparsi su riviste di settore quali Letteratura italiana contemporanea, Alfabeta, Sigma, Testuale Otto/Novecento, Prometeo, Punto di incontro e Studia, sono stati raccolti e antologizzati in Studi Critici. Poesia e Poeti italiani del secondo Novecento.
Muore suicida a Macerata il 22 novembre 1987, all'età di 32 anni.
Il comune di Macerata gli ha intitolato una via.
Il corpus documentario di Remo Pagnanelli, comprendente interventi nella critica letteraria e d'arte, lettere, dattiloscritti e manoscritti, è depositato all'Archivio Bonsanti del Gabinetto scientifico-letterario G. P. Vieusseux di Firenze.

## Opere

### Poesia
Raccolte
- Dopo, Forum/Quinta Generazione, Forlì, 1981.
- Musica da viaggio, Antonio Olmi editore, Macerata, 1984.
- Atelier d'inverno, Accademia Montelliana, Montebelluna, 1985; AnimaMundi edizioni, Otranto, 2023, ISBN 9791280837165.
- Preparativi per la villeggiatura, nota di copertina di Giampiero Neri, Amadeus, Montebelluna, 1988.
- Epigrammi dell'inconsistenza, a cura di Eugenio De Signoribus, Stamperia dell'Arancio, Grottammare, 1992.
- Le poesie, Ancona 2000. ISBN 978-8876633034.
- Quasi un consuntivo (1975-1987), Donzelli editore, Roma, 2017. ISBN 978-8868436858.

Poesie in antologia
- Poeti delle Marche, antologia, Remo Pagnanelli e Guido Garufi, Forum/Quinta Generazione, Forlì, 1981.
- L'orto botanico, in 6 Poeti del Premio Montale - Roma 1985, prefazione di Maria Luisa Spaziani, All'Insegna del Pesce d'Oro, Milano, 1986.

Traduzioni in lingua
- (ES)  9 Poetas italianos, Editorial Catoblepas, Madrid, 1988.
- (FR)  Poesie du XX° en Italie: les poetes de la metamorphose, in “Sud Revue litteraire trimestrelle”, Hors seria, 1992.
- (EN)  Modem Poetry in Translation, N. S., 15, 1999.

### Prosa
- Annuncio e Azione. L'opera di Remo Pagnanelli, “Istmi”, 1-2, Arti Grafiche Stibu, Urbania, 1997.
- Prime scene da manuale, Via del Vento edizioni, Pistoia, 1997. ISBN 978-8887741391.

#### Saggi
- Materiali per il piacere della psicoanalisi, Tipografia Editrice Pisana, 1985.

Critica
- La ripetizione dell'esistere. Lettura dell'opera poetica di Vittorio Sereni, All'Insegna del Pesce d'Oro, Milano, 1981.
- Fabio Doplicher, Di Mambro editore, Latina, 1985.
- Fortini, Transeuropa, Jesi, 1988. ISBN 978-8878280281.
- Studi critici. Poesia e poeti italiani del secondo Novecento, Mursia, Milano, 1991. ISBN 978-8842508915.
- Scritti sull'arte, Vicolo del Pavone, Piacenza, 2007.

## Riconoscimenti
- 1981 – Premio nazionale di critica "Tagliacozzo"
- 1981 – Premio "Città di Messina"
- 1981 – finalista al Premio "Carducci"
- 1985 – Premio Internazionale Eugenio Montale
- 1986 – finalista al Premio di poesia "Il Ceppo"
- 1987 – finalista al Premio "Manzoni" (Stresa)
- 1989 – Premio speciale "Camajore"
- 1990 – Premio speciale "Poesia aperta" (Milano)